# Villány
Villány (tyska: Wieland) är en stad i Ungern med 2 282 invånare (2019).
Villány är känt för sina kraftfulla rödviner från vindistriktet Villány-Siklós.

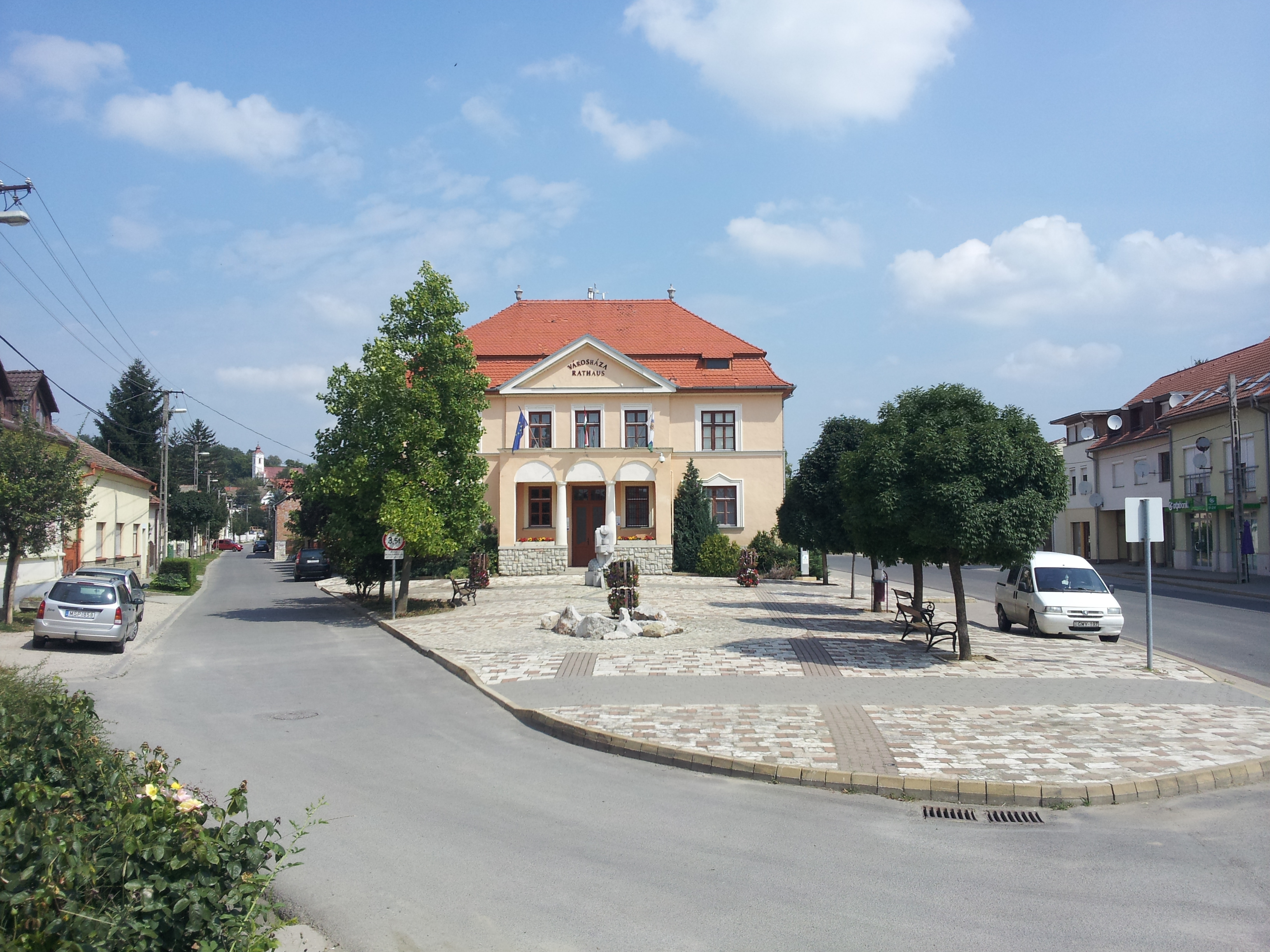
Stadshuset i Villány.